# 阿务语
阿务语或阿乌语(自称lo214 pʰɯ21)是一种在中国云南省泸西县、罗平县、弥勒市和师宗县使用的彝语(民族语)。它和尼苏语有亲缘关系(Lama 2012)。
北阿务语是一种有明显区别的方言/语言。民族语给出了南北两种方言。
《云南彝语方言词语汇编》(1983)记录了云南省弥勒市东山公社舍木大队捷雨坡村的阿乌语。